# Горняк (футбольный клуб, Сатпаев)
Горня́к (каз. Горняк футбол клубы) — советский и казахский футбольный клуб из Сатпаева. Основан не позднее 1966 года.

## Названия
- 1966—1978 — «Горняк» (Никольский);
- 1992—1992 — «Горняк-Атлант»;
- 1995—1995 — «Горняк».

## Достижения
| Сезон | Турнир                                                   | Достижение |
| ----- | -------------------------------------------------------- | ---------- |
| 1975  | Чемпионат СССР по футболу 1975 (вторая лига, 5 зона)     | 20-е место |
| 1976  | Чемпионат СССР по футболу 1976 (вторая лига, 2 зона)     | 17-е место |
| 1977  | Чемпионат СССР по футболу 1977 (вторая лига, 6 зона)     | 12-е место |
| 1978  | Чемпионат СССР по футболу 1978 (вторая лига, 6 зона)     | 17-е место |
| 1992  | Первая лига Казахстана по футболу 1992, финальный турнир | 4-е место  |
| 1995  | Первая лига Казахстана по футболу 1995, зона «Центр»     | 4-е место  |

## Известные игроки
- Аргимбаев, Берик Садвакасович
- Гирко, Виктор Ильич
- Егоров, Владимир Васильевич
- Нешта, Владимир Стефанович

## Тренеры
- Ченцов, Анатолий Терентьевич (1976—1977)